# 南風原バイパス
南風原バイパス（はえばるバイパス）は、沖縄県島尻郡南風原町から那覇市に至る、整備中の国道329号バイパス（全長約3km）である。

## 概要
当該区間の現道は交通量が多く兼城交差点・上間交差点間の混雑を緩和するためにバイパスを整備するもので、1995年に事業化され2000年度に都市計画を決定。2002年度には用地取得に、翌2003年度には工事に着手した。最初の供用区間となる南風原町与那覇の一部区間（L=400m）は、沿線のイオン南風原ショッピングセンター開店に合わせ2004年に暫定2車線で開通。さらに2006年には那覇市新川地内の町道（L=200m）を改良して国道へ昇格させ、当該バイパスの一部に組み入れている。
しかしながら、2009年に行われた沖縄総合事務局による事業再評価の結果で当該事業の費用便益分析が0.8と事業継続の前提となる1.0を下回ったため、事務局は一転してこの事業の予算執行を当面見合わせる事を表明、これに対し地元自治体や住民の間には一斉に反発や事業継続を望む声が拡がる事態となった。
その後事務局では、従来トンネルによる立体交差で計画されていた真地交差点を平面交差へ形状変更する事、同様に従来は架け替えとされていた識名大橋を既存橋を拡幅の上で引き続き活用する事、那覇空港自動車道南風原北ICの構造を橋梁式から盛土式へ見直す事により合わせて約150億円のコスト圧縮を実現し、事業再開する運びとなった。加えて2012年の事業再評価では、北丘高架橋の車線幅員を見直し（W=3.5m→W=3.25m）する事で橋梁幅員全体を変更（W=18.5m→W=17.5m）し、更に2.3億円のコスト削減が図られる方針が示された。
2019年3月21日に南風原町宮平 - 南風原町新川間（L=1.2 km）が 開通したことで、現在は全体計画のうち2.0km区間が供用されている。残る未供用区間である那覇市内の0.8km区間については開通見通し公表に至っていない。全線開通後は、起点側で接続する与那原バイパスや終点側で接続する那覇東バイパスと一体的に地域の基幹道路として活用される事が期待される。

### 路線データ
- 起点：沖縄県島尻郡南風原町与那覇
- 終点：沖縄県那覇市上間
- 延長：L=2.8 km
- 道路規格：第4種1級
- 道路標準幅員：高架部 W=39.5m（側道含む）、一般部 W=31.0m
- 車線数：4車線
- 車線幅員：W=3.5m（一部高架部のみW=3.25m）、側道部 W=5.5m
- 設計速度：V=60 km/h

## 歴史
- 1995年度 事業化
- 2004年5月18日 南風原町与那覇 - 同町宮平間（L=0.3 km）暫定2車線で供用開始[7]
- 2006年3月31日 南風原町新川地内（L=0.2 km）一部分を除き暫定2車線で使用開始[7]
- 2010年10月31日 南風原町新川 - 那覇市真地間（L=0.3 km）一部を除き暫定2車線で使用開始[7]
- 2019年3月21日 南風原町宮平 - 南風原町新川間（L=1.2 km）暫定2車線で開通[5]

## 地理

### 通過する自治体
- 沖縄県
  - 島尻郡南風原町か - 那覇市

### 交差する道路（予定）
- 那覇空港自動車道（国道506号）南風原道路（南風原町与那覇）
  - 南風原北インターチェンジ（名護方面出入口）
- 沖縄県道240号南風原与那原線（南風原町新川）
- 沖縄県道241号宜野湾南風原線（同）
- 沖縄県道222号真地久茂地線（那覇市真地）
- 沖縄県道82号那覇糸満線（環状2号・那覇市真地 - 上間）